# Junji Koizumi
Junji Koizumi (jap. 小泉 淳嗣, Koizumi Junji; * 11. Januar 1968 in der Präfektur Tochigi) ist ein ehemaliger japanischer Fußballspieler.

## Karriere
Koizumi erlernte das Fußballspielen in der Schulmannschaft der Utsunomiya Gakuen High School und der Universitätsmannschaft der Kokushikan-Universität. Seinen ersten Vertrag unterschrieb er 1988 bei Nissan Motors. Der Verein spielte in der höchsten Liga des Landes, der Japan Soccer League. Mit dem Verein wurde er 1988/89 und 1989/90 japanischer Meister. Mit Gründung der Profiliga J.League 1992 und der damit verbundenen Neuorganisation des japanischen Fußballs wurde Nissan Motors zu den Yokohama Marinos. Für den Verein absolvierte er 73 Erstligaspiele. 1995 wechselte er zum Ligakonkurrenten Yokohama Flügels. Für den Verein absolvierte er 31 Erstligaspiele. 1997 wechselte er zum Zweitligisten Kawasaki Frontale. Ende 1997 beendete er seine Karriere als Fußballspieler.

## Erfolge
Nissan Motors/Yokohama Marinos
- Japan Soccer League

Meister: 1988/89, 1989/90
Vizemeister: 1990/91, 1991/92
- J1 League

Meister: 1995
- JSL Cup

Sieger: 1988, 1989, 1990
- Kaiserpokal

Sieger: 1988, 1989, 1991, 1992
Finalist: 1990